# Viroaga
Viroaga (antiguamente Calfa-Chioi) es una localidad rumana de la comuna de Cerchezu, en el condado de Constanța.

## Toponimia
El antiguo nombre del lugar puede encontrarse escrito con grafías como Calfa-Chioi y Calfa-Kioi. Pasó a llamarse Viroaga.

## Historia
Hacia comienzos del siglo XX, la localidad, que ya por entonces pertenecía al condado de Constanța, formaba parte de la comuna de Cara-Omer y tenía contabilizada una población, compuesta en su mayor parte por turcos, de 350 habitantes.
En la segunda mitad del siglo XX la localidad había pasado a formar parte de la comuna de Cerchezu. En el censo de 2021 la localidad tenía una población de 438 habitantes.